# Ellen Rasch
Ellen Geneviéve Rasch Lindqvist, född Rasch den 20 september 1920 i Genève i Schweiz, död den 24 oktober 2015 i Västermalms församling i Stockholm, var en svensk dansare, balettpedagog och skådespelare.
Ellen Rasch var dotter till kaptenen Erik William Rudolf Rasch. Hon avgick med normalskolekompetens från flickskola i Stockholm 1938. Efter att ha börjat som elev vid Kungliga Svenska Balettskolan 1928 fick hon 1939 kontrakt som premiärelev. Samma år fick hon kontrakt som figurantska, blev 1943 sekonddansös och 1946 premiärdansös på Kungliga Teatern. 1946 avslutade hon sin utbildning för Egorova i Paris. Hon tog avsked 1962 i sin favoritroll Giselle. Hon var en av landets främsta lyrisk-dramatiska ballerinor och dansade alla klassiska huvudroller. Bland de koreografer hon arbetade med märks Maurice Béjart, Janine Charrat, Ivo Cramér, Birgit Cullberg, Björn Holmgren, Antony Tudor och Birgit Åkesson. Efter pensioneringen var hon verksam som pedagog.
Rasch var gift första gången 1943–1949 med civilingenjören Jan Westerberg (1917–1994), andra gången 1950–1956 med regissören Lorens Marmstedt (1908–1966) och tredje gången från 1957 med direktören Bo Lindqvist (1923–2004). Hon fick en son Raoul (född 1957) i tredje äktenskapet. Ellen Rasch är begravd på Norra begravningsplatsen utanför Stockholm.

## Filmografi
Enligt Svensk Filmdatabas och Internet Movie Database.
- 1942 – Löjtnantshjärtan
- 1943 – En flicka för mej
- 1944 – Dolly tar chansen
- 1945 – Kungliga patrasket
- 1949 – Sjösalavår
- 1952 – Eldfågeln
- 1954 – Balettprogram (TV)
- 1963 – Atis och Camilla (TV)

## Priser och utmärkelser
- 1963 – Carina Ari-medaljen
- 1982 – Officer av Arts et Lettres-orden[10]
- 1987 – Litteris et Artibus[10]